# برج کبوتر تندران
برج کبوتر تندران مربوط به دوره قاجار است و در شهرستان تیران و کرون، بخش مرکزی، دهستان ورپشت، روستای تندران واقع شده و این اثر در تاریخ ۲۶ اسفند ۱۳۸۷ با شمارهٔ ثبت ۲۶۱۸۱ به‌عنوان یکی از آثار ملی ایران به ثبت رسیده است.